# Долина Катманду
Долина Катманду (нев. नेपाः स्वनिगः Nepāḥ Svānigaḥ) — гірська долина, розташована в Непалі на перехресті багатьох стародавніх цивілізацій Азії. Крім столиці Непалу Катманду, тут розташовані близько 130 відомих культурних пам'ятників, у тому числу кілька місць паломництва як індуїстів, так і буддистів.